# Ch'iqun
De Ch'iqun is een berg in Peru. De berg heeft een hoogte van 5.530 meter en maakt deel uit van het Andesgebergte.